# Just Göbel
Marius Jan ("Just") Göbel (Soerabaja, 21 november 1891 – Wageningen, 5 maart 1984) was een Nederlandse voetbalkeeper die geboren was in Nederlands-Indië. 
Just Göbel groeide bij de Nederlandse voetbalclub Vitesse, waar hij was gaan spelen op zijn zestiende, uit tot een groot keeper in de periode 1910–1922, dit mede doordat zijn stijl afweek van andere keepers van toen. Göbel was namelijk de eerste keeper in Nederland die de bal niet probeerde weg te stompen of weg te trappen, maar juist te vangen. Het kwam mede door zijn grote lengte dat hij deze nieuwe stijl goed kon etaleren. Hij keepte klemvast en volgens velen ook erg stijlvol. Een andere techniek die hij in Nederland introduceerde was al vallend de bal van de voeten van de aanvaller plukken. Deze techniek werd al gebruikt op de Engelse velden. Göbel zelf had de techniek geleerd van de Engelse trainer Warburton bij de voetbalclub Hercules uit Utrecht.
Göbel speelde in 1909 voor het Oostelijke Elftal en had daar indruk gemaakt, waardoor hij het jaar erop debuteerde in het eerste van Vitesse. Op 19 maart 1911 was hij voor het eerst de keeper van het Nederlands elftal. In totaal zou hij 22 wedstrijden spelen voor het Nederlands elftal. Op de oudste filmbeelden van het Nederlands voetbalelftal, daterend van 28 april 1912, is Göbel in actie te zien tegen België. Zijn beroemdste wedstrijd was die op Houtrust in Den Haag in 1913, toen hij met zijn reddingen een grote bijdrage leverde aan de eerste overwinning van Nederland op de amateurs van Engeland. Hij werd zowel in Nederland als daarbuiten erg geroemd, en werd diverse malen genoemd als beste keeper in Europa. Göbel zelf was altijd bescheiden en vond alle heisa om hem heen nogal overdreven.
Zijn carrière werd onderbroken door de Eerste Wereldoorlog en in de loop van zijn carrière besloot hij een studie medicijnen te gaan volgen waardoor hij niet altijd speelde. Tijdens deze studie liep hij In het laboratorium een oogverwonding op. Nadien speelde hij vaak met bril wat hem enigszins hinderde bij het uitvoeren van zijn befaamde vangtechniek. Daarom besloot hij uiteindelijk zich alleen nog maar met zijn werk bezig te houden en niet meer te keepen.
Just Göbel wordt beschouwd als een van de belangrijke symbolen van Vitesse. Door zijn rol in het eerste voetbalteam van de Arnhemmers droeg hij sterk bij aan de successen van de club. Hij groeide uit tot een van de boegbeelden van de club. Vitesse heeft op 14 april 2016 bekendgemaakt de West-tribune in GelreDome te vernoemen naar Just Göbel.